# Александер, Нил
Нил Алекса́ндер (англ. Neil Alexander; 10 марта 1978, Эдинбург) — шотландский футболист, вратарь, известный по выступлениям за «Глазго Рейнджерс». В 2006 году сыграл три матча в составе национальной сборной Шотландии. В настоящее время тренер вратарей клуба «Данди Юнайтед».

## Клубная карьера

### Ранние годы
Александер родился 10 марта 1978 года в столице Шотландии — Эдинбурге.
Профессиональная карьера Нила началась в 1996 году в клубе «Стенхаусмюир». Спустя два года вратарь перебрался в команду «Ливингстон».
Дебют Александера в воротах «львов» состоялся 3 октября 1998 года, когда его клуб встречался с «Партик Тисл». В своём первом же сезоне Нил своей уверенной игрой помог стать «львам» победителями Второго дивизиона Шотландии.

### «Кардифф Сити»
28 мая 2001 года пресс-служба клуба «Кардифф Сити» распространила информацию, что шотландец пополнил ряды «ласточек». Сумма, заплаченная валлийской командой «львам» за Александера составила 200 тысяч фунтов стерлингов.
11 августа того же года Нил дебютировал в первом составе «Кардиффа» — в тот день соперником «Сити» был «Уиком Уондерерс».
По итогам сезона 2002/03 «Кардифф» завоевал путёвку в Чемпионшип. Одним из главных творцов этого успеха стал шотландский вратарь.
Практически весь футбольный год 2006/07 Александер провёл в переговорах с руководством «Кардиффа» по поводу пролонгации своего текущего контракта. В итоге стороны не смогли прийти к соглашению, и стало ясно, что по окончании сезона шотландец покинет клуб на правах свободного агента. 31 марта 2007 года Александер в последний раз вышел на поле во вратарского свитере валлийского клуба в поединке против «Сандерленда». После этого матча главный тренер «Кардиффа», Дейв Джонс, отдал «пост номер один» дублёру Нила, Дэвиду Форду, а шотландец завершающие игры сезона провёл на скамейке запасных.
1 июля контракт Александера с «Сити» истёк и он покинул валлийский клуб.
За шесть с половиной лет, проведённых в столице Уэльса, шотландец провёл за «ласточек» 234 матча, став одним из любимцев публики «Ниниан Парк».

### «Ипсвич Таун»
Уже 16 июля 2007 года Нил подписал годичный контракт с «Ипсвич Таун». По прибытии на «Портман Роуд» Александер сразу же стал основным голкипером «синих». Дебют вратаря за «Ипсвич» состоялся 11 августа, когда новый коллектив шотландца встречался с «Шеффилд Уэнсдей».

### «Рейнджерс»
30 января 2008 года Александер вновь сменил команду — новым работодателем Нила стал шотландский клуб «Рейнджерс», с которым вратарь подписал соглашение о сотрудничестве сроком на три с половиной года.
3 февраля Александер впервые вышел на поле в официальном матче «джерс». Это появление Нила в воротах глазговцев было вынужденным — на 88-й минуте поединка Кубка Шотландии «Рейнджерс» — «Хайберниан» был удалён основной вратарь клуба, Аллан Макгрегор, после чего наставник «джерс», Уолтер Смит, заменил алжирского полузащитника своей команды Брахима Хемдани на Александера.
16 апреля Нил дебютировал в дерби «Old Firm» — на 77-й минуте он заменил получившего травму Макгрегора. Став вследствие повреждении Аллана основным вратарём «джерс», Александер воспользовался этим шансом, отлично проведя концовку сезона — он помог «Рейнджерс» стать обладателями Кубка Шотландии и дойти до финала Кубка УЕФА, где глазговцы однако уступили российскому «Зениту».
В следующем футбольном году Нил вновь уступил Макгрегору место в воротах глазговцев. В апреле 2009 года Уолтер Смит доверил «пост номер один» Александеру после того, как Аллан был дисквалифицирован Шотландской футбольной ассоциацией за инцидент на базе сборной Шотландии, когда вратарь вместе со своим одноклубником Барри Фергюсоном был замечен за употреблением алкоголя. Александер опять доказал, что готов выйти на поле в любой момент — он, демонстрируя уверенную игру, сделал с «Рейнджерс» «золотой дубль», выиграв чемпионат Шотландии и став обладателем национального Кубка.
Следующий сезон Нил опять провёл в качестве дублёра Макгрегора. Тем не менее он сыграл все матчи «джерс» в Кубке Лиги, в том числе и победный финальный поединок против «Сент-Миррена».

18 июля 2010 года в товарищеском матче «Рейнджерс» с «Куин оф зе Саут» Александер провёл второй тайм, защищая ворота «бело-синих». Произошло это вследствие травмы голкипера дамфриской команды, Нила Скалли. Главный тренер «Куин оф зе Саут», Кенни Брэнниген, так отозвался об этом необычном событии: 
Ситуация, конечно, получилась неординарная — Скалли получил повреждение, а третьего запасного голкипера в составе у нас не было, поэтому мы уже подумывали поставить в ворота одного из полевых игроков. И я был приятно удивлён, когда Уолтер Смит и Нил Александер подошли ко мне и предложили, чтобы вратарь «джерс» защищал наши ворота во втором тайме. Этот жест является верхом спортивного профессионализма!
4 ноября того же года вратарь пролонгировал с «Рейнджерс» соглашение о сотрудничестве ещё на три года.

### Клубная статистика
| Клуб                    | Сезон                   | Чемпионат | Чемпионат | Кубок | Кубок | Кубок Лиги | Кубок Лиги | Кубок Вызова | Кубок Вызова | Плей-офф Лиги | Плей-офф Лиги | Еврокубки | Еврокубки | Итого | Итого |
| Клуб                    | Сезон                   | Игры      | Голы      | Игры  | Голы  | Игры       | Голы       | Игры         | Голы         | Игры          | Голы          | Игры      | Голы      | Игры  | Голы  |
| ----------------------- | ----------------------- | --------- | --------- | ----- | ----- | ---------- | ---------- | ------------ | ------------ | ------------- | ------------- | --------- | --------- | ----- | ----- |
| Стенхаусмюир            | 1996/97                 | 5         | −?        | —     | —     | —          | —          | 1            | −?           | —             | —             | —         | —         | 6     | −?    |
| Стенхаусмюир            | 1997/98                 | 36        | −53       | 1     | 0     | 1          | −5         | 1            | −1           | —             | —             | —         | —         | 39    | −59   |
| Всего за «Стенхаусмюир» | Всего за «Стенхаусмюир» | 41        | −53       | 1     | 0     | 1          | −5         | 2            | −1           | 0             | 0             | 0         | 0         | 45    | −59   |
| Ливингстон              | 1998/99                 | 21        | −19       | 5     | −5    | —          | —          | —            | —            | —             | —             | —         | —         | 26    | −24   |
| Ливингстон              | 1999/00                 | 13        | −16       | —     | —     | —          | —          | —            | —            | —             | —             | —         | —         | 13    | −16   |
| Ливингстон              | 2000/01                 | 26        | −22       | 3     | −1    | 1          | 0          | 5            | −4           | —             | —             | —         | —         | 35    | −27   |
| Всего за «Ливингстон»   | Всего за «Ливингстон»   | 60        | −57       | 8     | −6    | 1          | 0          | 5            | −4           | 0             | 0             | 0         | 0         | 74    | −67   |
| Кардифф Сити            | 2001/02                 | 46        | −50       | 4     | −5    | 1          | −1         | —            | —            | 2             | −3            | —         | —         | 53    | −59   |
| Кардифф Сити            | 2002/03                 | 40        | −36       | 4     | −7    | 1          | −1         | —            | —            | 3             | 0             | —         | —         | 48    | −44   |
| Кардифф Сити            | 2003/04                 | 25        | −33       | —     | —     | —          | —          | —            | —            | —             | —             | —         | —         | 25    | −33   |
| Кардифф Сити            | 2004/05                 | 17        | −16       | —     | —     | 2          | −4         | —            | —            | —             | —             | —         | —         | 19    | −20   |
| Кардифф Сити            | 2005/06                 | 46        | −59       | 1     | −2    | 1          | 0          | —            | —            | —             | —             | —         | —         | 48    | −61   |
| Кардифф Сити            | 2006/07                 | 39        | −42       | 2     | −4    | —          | —          | —            | —            | —             | —             | —         | —         | 41    | −46   |
| Всего за «Кардифф Сити» | Всего за «Кардифф Сити» | 213       | −236      | 11    | −18   | 5          | −6         | 0            | 0            | 5             | −3            | 0         | 0         | 234   | −263  |
| Ипсвич Таун             | 2007/08                 | 29        | −37       | 1     | −1    | 1          | −3         | —            | —            | —             | —             | —         | —         | 31    | −41   |
| Всего за «Ипсвич Таун»  | Всего за «Ипсвич Таун»  | 29        | −37       | 1     | −1    | 1          | −3         | 0            | 0            | 0             | 0             | 0         | 0         | 31    | −41   |
| Рейнджерс               | 2007/08                 | 8         | −8        | 4     | −3    | —          | —          | —            | —            | —             | —             | 3         | −2        | 15    | −13   |
| Рейнджерс               | 2008/09                 | 11        | −7        | 2     | 0     | 1          | −1         | —            | —            | —             | —             | —         | —         | 14    | −8    |
| Рейнджерс               | 2009/10                 | 5         | −6        | —     | —     | 4          | −2         | —            | —            | —             | —             | —         | —         | 9     | −8    |
| Рейнджерс               | 2010/11                 | 1         | −1        | —     | —     | 4          | −4         | —            | —            | —             | —             | 2         | −1        | 7     | −6    |
| Рейнджерс               | 2011/12                 | 1         | −1        | —     | —     | 1          | −3         | —            | —            | —             | —             | —         | —         | 2     | −4    |
| Рейнджерс               | 2012/13                 | 31        | −24       | 4     | −3    | 4          | −3         | 3            | −3           | —             | —             | —         | —         | 42    | −33   |
| Всего за «Рейнджерс»    | Всего за «Рейнджерс»    | 57        | −47       | 10    | −6    | 14         | −13        | 3            | −3           | 0             | 0             | 5         | −3        | 89    | −72   |
| Всего за карьеру        | Всего за карьеру        | 400       | −430      | 31    | −31   | 22         | −27        | 10           | −8           | 5             | −3            | 5         | −3        | 473   | -502  |

(откорректировано по состоянию на 30 марта 2013)

## Сборная Шотландии
В период с 1998 по 1999 год Александер защищал цвета молодёжной сборной Шотландии, провёл в её составе пять матчей.
Первый вызов в основную команду «горцев» Нил получил в 2002 году, но в тот раз дебютировать в «тартановой армии» не смог.
1 марта 2006 года вратарь впервые защищал ворота шотландцев, выйдя на замену вместо Крейга Гордона на второй тайм товарищеского поединка против Швейцарии. В мае того же года Александер принял участие в турнире Kirin Cup, где отыграл ещё два матча за «тартановую армию» — с Болгарией и Японией.

### Матчи и пропущенные голы за сборную Шотландии
| № | Дата         | Место                             | Оппонент  | Счёт | Голы | Соревнование      |
| 1 | 1 марта 2006 | «Хэмпден Парк», Глазго, Шотландия | Швейцария | 1:3  | −1   | Товарищеский матч |
| 2 | 11 мая 2006  | «Винг Кобе», Кобе, Япония         | Болгария  | 5:1  | −1   | Kirin Cup         |
| 3 | 13 мая 2006  | «Саитама-2002», Сайтама, Япония   | Япония    | 0:0  | —    | Kirin Cup         |

Итого: 3 матча / 2 пропущенных гола; 1 победа, 1 ничья, 1 поражение.
(откорректировано по состоянию на 13 мая 2006)

### Сводная статистика игр/голов за сборную
| Сборная          | Год              | Отборочные матчи ЧМ | Отборочные матчи ЧМ | Финальные матчи ЧМ | Финальные матчи ЧМ | Отборочные матчи ЧЕ | Отборочные матчи ЧЕ | Финальные матчи ЧЕ | Финальные матчи ЧЕ | Товарищеские матчи | Товарищеские матчи | Kirin Cup | Kirin Cup | Итого | Итого |
| Сборная          | Год              | Игры                | Голы                | Игры               | Голы               | Игры                | Голы                | Игры               | Голы               | Игры               | Голы               | Игры      | Голы      | Игры  | Голы  |
| ---------------- | ---------------- | ------------------- | ------------------- | ------------------ | ------------------ | ------------------- | ------------------- | ------------------ | ------------------ | ------------------ | ------------------ | --------- | --------- | ----- | ----- |
| Шотландия        | 2006             | —                   | —                   | —                  | —                  | —                   | —                   | —                  | —                  | 1                  | −1                 | 2         | −1        | 3     | −2    |
| Всего за карьеру | Всего за карьеру | 0                   | 0                   | 0                  | 0                  | 0                   | 0                   | 0                  | 0                  | 1                  | −1                 | 2         | −1        | 3     | −2    |

(откорректировано по состоянию на 13 мая 2006)

## Достижения
«Ливингстон»
- Победитель Первого дивизиона шотландской Футбольной лиги: 2000/01
- Победитель Второго дивизиона шотландской Футбольной лиги: 1998/99
- Финалист Кубка Вызова: 2000/01

«Рейнджерс»
- Чемпион Шотландии (3): 2008/09, 2009/10, 2010/11
- Победитель Третьего дивизиона шотландской Футбольной лиги: 2012/13
- Обладатель Кубка Шотландии (2): 2007/08, 2008/09
- Обладатель Кубка шотландской лиги (2): 2009/10, 2010/11
- Финалист Кубка УЕФА: 2007/08
- Финалист Кубка шотландской лиги: 2008/09